# 内罗毕国家公园

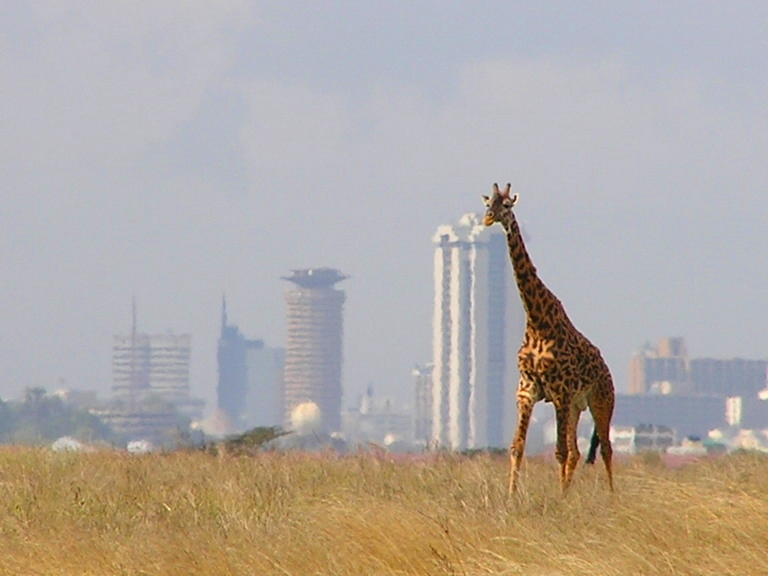
奈洛比國家公園内的一头长颈鹿

奈洛比國家公園，是肯亞的一个国家公园，位于首都奈洛比以南7公里。该国家公园成立于1946年，是肯亞第一个国家公园。总面积117.21平方公里，海拔位于1,533米至1,760米之间。 
奈洛比國家公園与奈洛比市区仅有栅栏相隔，在公园内甚至能看到市区的高楼。
国家公园内有非洲水牛，狒狒，黑犀牛、豹、狮子等野生动物。
一年中最适宜看野生动物的月份是五月